# Gusto (album)
Pour les articles homonymes, voir Gusto.
Albums de Especia
CARTA
(28 février 2016)
EPs par Especia
AMARGA
(22 mai 2013) Primera
(18 février 2015)
Vidéos par Especia
Viva Discoteca Especia 2014
(1er octobre 2014)
Singles
1. Midnight Confusion
Sortie : 11 septembre 2013
2. Ya・Me・Te! / Adventure wa Gin-iro ni
Sortie : 8 janvier 2014

Gusto (titré en majuscules GUSTO ; mot espagnol signifiant :  « goût ») est le premier album studio du groupe japonais Especia sorti en mai 2014.

## Détails de l'album
Cet opus est considéré comme le tout premier album complet d'Especia depuis sa formation en juin 2012. Le groupe avait déjà sorti deux mini albums DULCE et AMARGA en novembre 2012 et mai 2013.
L'album, produit par Schtein & Longer du groupe SCRAMBLES, sort le 28 mai 2014, sur le label indépendant Tsubasa Records, en deux éditions : régulière (CD) et limitée (CD+DVD). Il atteint 42e place du classement hebdomadaire l'Oricon et s'y maintient pendant deux semaines.
Cet album contient au total 16 chansons dont : les versions remaniées des 2 premiers singles du groupe sortis quelques mois auparavant (Midnight Confusion et une chanson face B et Ya・Me・Te! / Adventure no Gin-iro ni) et de nouvelles chansons. Ces dernières mélangent la j-pop avec différents styles de musique occidentaux populaires dans les années 1970 et 1980 tels que le disco, le funk... L’édition limitée contient le CD accompagné d’un DVD en supplément contenant la vidéo du concert du groupe Especia va Bien en Tokyo tenu le 11 janvier 2014 au Daikanyama Unit à Tokyo.
De plus, un disque vinyle (de 7cm) titré GUSTO (7” Vinyl Sampler) sort le  10 octobre 2014, à l'issue de cet album sur le label JETSET RECORDS. Il contient deux chansons de l'album réenregistrées sous de nouvelles version : la chanson No.1 Sweeper en face A ainsi que la chanson Kuru ka na en face B. Par ailleurs, ces deux chansons ont été servies pour sortir en clips vidéo pour promouvoir la sortie de l'album.
Il s'agit du dernier disque du groupe à sortir sur le label indie Tsubasa Records (sans compter un DVD sortant en octobre suivant) avant que le groupe signe un nouveau contrat chez un label major en décembre 2014. Il est notamment le dernier disque auquel Akane Sugimoto participe avant de quitter le groupe en octobre alors que le DVD Viva Discoteca Especia 2014 sort le même mois et sur lequel elle est créditée (à noter qu'elle participe à un single duo d'Especia et Negicco durant l'été 2014 avant son retrait).

## Membres
Membres crédités sur l'album : 
- Haruka Tominaga (leader)
- Chika Sannomiya
- Chihiro Mise
- Akane Sugimoto
- Monari Wakita
- Erika Mori

## Listes des titres
Toute la musique est composée par Schtein & Longer.
| CD      | CD                                                                  | CD    | CD | CD | CD | CD | CD | CD | CD |
| No      | Titre                                                               | Durée |    |    |    |    |    |    |    |
| ------- | ------------------------------------------------------------------- | ----- | -- | -- | -- | -- | -- | -- | -- |
| 1.      | Intro                                                               | 0:53  |    |    |    |    |    |    |    |
| 2.      | BayBlues                                                            | 5:16  |    |    |    |    |    |    |    |
| 3.      | FOOLISH                                                             | 5:34  |    |    |    |    |    |    |    |
| 4.      | Adventure wa Giniro ni (Gusto ver.) (アバンチュールは銀色に)        | 4:17  |    |    |    |    |    |    |    |
| 5.      | Mount Up                                                            | 4:23  |    |    |    |    |    |    |    |
| 6.      | BEHIND YOU                                                          | 5:25  |    |    |    |    |    |    |    |
| 7.      | Usotsuki na Anela (嘘つきなアネラ)                                  | 4:48  |    |    |    |    |    |    |    |
| 8.      | Intermission                                                        | 1:00  |    |    |    |    |    |    |    |
| 9.      | No.1 Sweeper                                                        | 5:39  |    |    |    |    |    |    |    |
| 10.     | L'elisir d'amore                                                    | 5:02  |    |    |    |    |    |    |    |
| 11.     | Umibe no Satie (PellyColo Remix) (海辺のサティ)                     | 8:05  |    |    |    |    |    |    |    |
| 12.     | Midnight Confusion (Pureness Waterman Edit) (ミッドナイトConfusion) | 4:52  |    |    |    |    |    |    |    |
| 13.     | Kuru ka na (くるかな)                                               | 5:28  |    |    |    |    |    |    |    |
| 14.     | Abyss (アビス)                                                      | 5:18  |    |    |    |    |    |    |    |
| 15.     | Ya・Me・Te! (Gusto ver.)                                            | 4:27  |    |    |    |    |    |    |    |
| 16.     | Outro                                                               | 1:13  |    |    |    |    |    |    |    |
| 1:09:00 |                                                                     |       |    |    |    |    |    |    |    |

| 1. | Live Especia va Bien en Tokyo 2014.1.11 @ Daikanyama Unit |  |

GUSTO (7” Vinyl Sampler)
| 1. | No1 Sweeper (nueva cocina)            |  |
| 2. | Kuru ka na (aero wao edit) (くるかな) |  |